# Pådragningsknekt

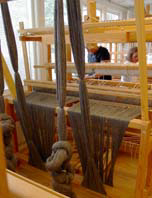
Varpens väg i pådragningsknekten

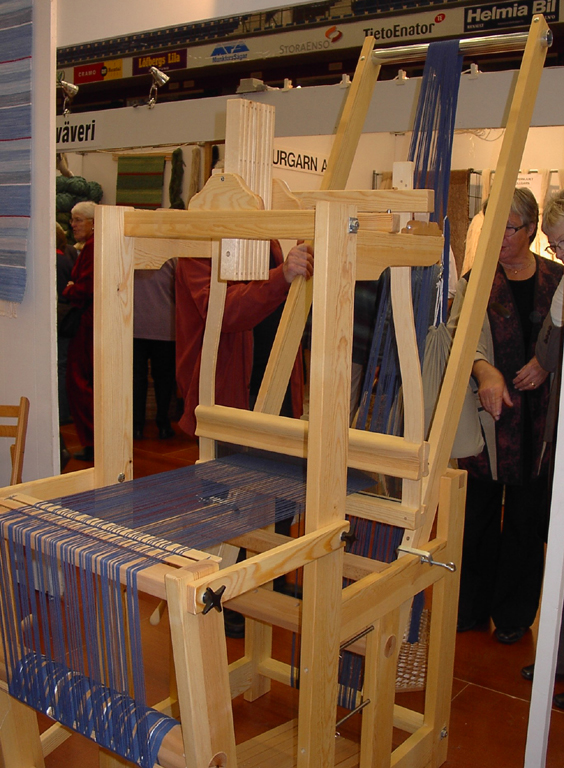
Pådragningsknekten från andra hållet

Pådragningsknekt är en anordning som monteras tillfälligtvis på främre delen av en vävstol för att möjliggöra att pådragning av varpen kan skötas av en person.
Konstruktionen bygger på att man förlänger det avstånd som varpen löper från varpbom till där varpens spänning sker. Varpflätan förses med motvikter som motsvarar det stadiga tag om varpflätan som annars hålls av en hjälpande hand vid pådragningen. Vattenfyllda dunkar eller någon tegelsten per del av varpflätan knyts fast i varpen.